# Rhinocypha pallidifrons
Rhinocypha pallidifrons är en trollsländeart som beskrevs av Friedrich Ris 1927. Rhinocypha pallidifrons ingår i släktet Rhinocypha och familjen Chlorocyphidae. Inga underarter finns listade i Catalogue of Life.